# The American (sång)
The American är en låt av den brittiska gruppen Simple Minds utgiven 1981 som den första singeln från albumet Sons and Fascination/Sister Feelings Call. Den hade tidigare framförts under gruppens miniturné i USA och Kanada 1981 och var den första låten som spelades till albumet. Låten är inspirerad av en utställning med modern amerikansk konst som sångaren Jim Kerr besökt.
Singeln tog sig in på brittiska singellistan där den som högst nådde 59:e plats.

## Utgåvor
7" singel Virgin VS 410
1. The American [Edit] (3:32)
2. League Of Nations [Edit] (3:50)

12" singel Virgin VS 410-12
1. The American [Extended]    (6:55)
2. League Of Nations  (4:55)